# Chiprana
Chiprana ist eine spanische Gemeinde (municipio) in der Provinz Saragossa der Autonomen Region Aragonien. Sie gehört zur Comarca Bajo Aragón-Caspe und liegt rund neun Kilometer westlich von Caspe am Ebro. 2024 hatte die Gemeinde 500 Einwohner.

## Geschichte
In dem Ortsteil Dehesa de los Baños sind mit der Schifffahrt auf dem Ebro verbundene Spuren aus der Römerzeit gefunden worden. Aus römischer Zeit stammt auch das Mausoleum von Chiprana. 
In Chiprana residierten Templer und Johanniter bis zur Desamortisation (1835).

## Bevölkerungsentwicklung seit 1900
| 1900 | 1910 | 1920 | 1930 | 1940 | 1950 | 1960 | 1970 | 1981 | 1991 | 2001 | 2008 |
| ---- | ---- | ---- | ---- | ---- | ---- | ---- | ---- | ---- | ---- | ---- | ---- |
| 1425 | 1565 | 1433 | 1192 | 1289 | 1139 | 910  | 695  | 504  | 430  | 403  | 298  |

## Sehenswürdigkeiten

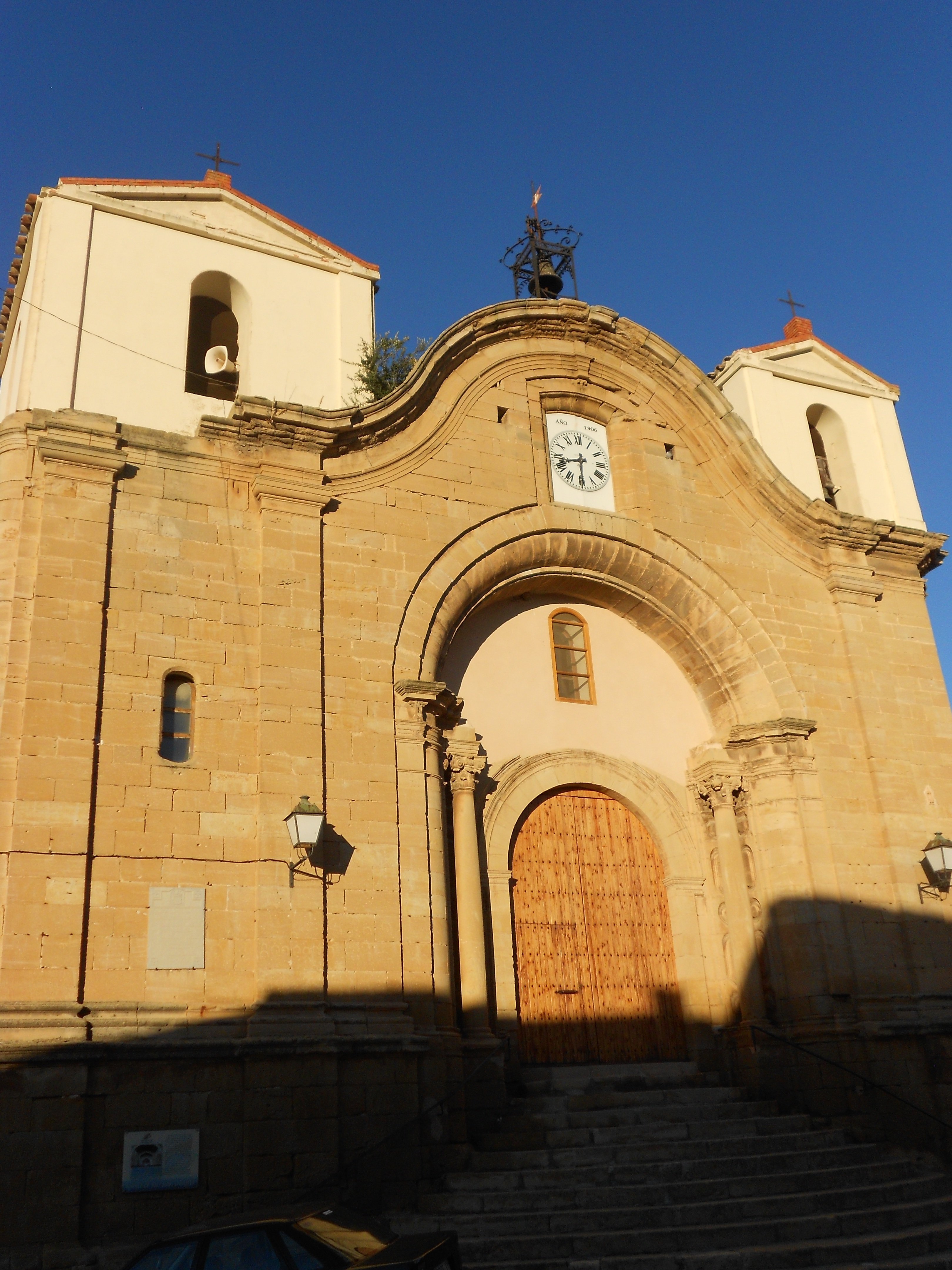
Kirche San Juan

- Mausoleum aus der Römerzeit, das in die Mauern der Ermita de la Consolación integriert ist (seit 1931 Monumento nacional)
- Gotische Pfarrkirche San Juan
- Der nach der Ramsar-Konvention geschützte Salzsee Laguna Salada de Chiprana
- In der Umgebung die Ruinen von Palermo, einer ibero-romanischen Siedlung.

## Gemeindepartnerschaften
Curti,  Italien